# 2024–2025-ös UEFA Konferencia Liga (selejtezők, bajnoki ág)
A 2024–2025-ös UEFA Konferencia Liga selejtezőinek bajnoki ágát három fordulóban bonyolítják le 2024. július 25. és augusztus 29. között. A bajnoki ágon összesen 20 csapat vesz részt, melyből 5 csapat jut be a 36 csapatos alapszakaszba.

## Lebonyolítás
A bajnoki ág a következő fordulókat tartalmazta:
- 2. selejtezőkör (12 csapat): 12 kieső az UEFA-bajnokok ligája 1. selejtezőköréből.
- 3. selejtezőkör (8 csapat): 6 kieső az UEFA-bajnokok ligája 2. selejtezőköréből és sorsolással eldöntött 2 kieső az UEFA-bajnokok ligája 1. selejtezőköréből.
- Rájátszás (10 csapat): 4 győztes a 3. selejtezőkörből, 6 kieső az Európa-liga 3. selejtezőkörének bajnoki ágáról.

A rájátszás 5 győztese továbbjutott az alapszakaszba.

## Fordulók és időpontok
A sorsolások és a mérkőzések időpontjai a következők:
| Forduló         | Sorsolás           | 1. mérkőzés         | 2. mérkőzés         |
| --------------- | ------------------ | ------------------- | ------------------- |
| 2. selejtezőkör | 2024. június 19.   | 2024. július 25.    | 2024. augusztus 1.  |
| 3. selejtezőkör | 2024. július 22.   | 2024. augusztus 8.  | 2024. augusztus 15. |
| Rájátszás       | 2024. augusztus 5. | 2024. augusztus 22. | 2024. augusztus 29. |

## 2. selejtezőkör
A 2. selejtezőkör sorsolását 2024. június 19-én tartották.

### 2. selejtezőkör, kiemelés
A 2. selejtezőkörben 12 csapat vett részt. A 12 csapat az UEFA-bajnokok ligája 1. selejtezőkörének vesztes csapataként került át. A kiemelés a klubok 2024-es együtthatói alapján történt. Az elsőként kisorsolt csapat volt az első mérkőzés pályaválasztója.
- T: A BL 1. selejtezőköréből kiesett csapat, a sorsoláskor nem volt ismert. A dőlt betűvel írtak a BL 1. selejtezőkörében egy alacsonyabb együtthatóval rendelkező csapat ellen vesztettek, az ellenfél együtthatójával szerepeltek a sorsoláson.

| Kiemelt | Nem kiemelt                                                                              |
| --- | ---------------------------------------------------------------------------------------- |
| - Dinamo Batumi (T) - Flora (T) - Ħamrun Spartans (T) - Pjunik (T) - Ordabaszi (T) - Víkingur Reykjavík (T) | - Sztruga (T) - Differdange 03 (T) - Dečić (T) - Egnatia (T) - Ballkani (T) - Virtus (T) |

### 2. selejtezőkör, párosítások
| 1. csapat          | Össz.Tooltip Aggregate score | 2. csapat       | 1. mérk. | 2. mérk.   |
| ------------------ | ---------------------------- | --------------- | -------- | ---------- |
| HJK                | kiemelt                      |                 | —        | —          |
| Larne              | kiemelt                      |                 | —        | —          |
| Differdange 03     | 4–4 (t. 3–4)                 | Ordabaszi       | 1–0      | 3–4 (h.u.) |
| Víkingur Reykjavík | 2–1                          | Egnatia         | 0–1      | 2–0        |
| Virtus             | 2–5                          | Flora           | 0–0      | 2–5 (h.u.) |
| Sztruga            | 3–4                          | Pjunik          | 2–1      | 1–3        |
| Dinamo Batumi      | 0–2                          | Dečić           | 0–2      | 0–0        |
| Ballkani           | 2–0                          | Ħamrun Spartans | 0–0      | 2–0        |

### 2. selejtezőkör, mérkőzések
| 2024. július 23. 19:00 |

| Differdange 03 | 1–0               | Ordabaszi |
| -------------- | ----------------- | --------- |
| Jorginho 37'   | (1–0) Jegyzőkönyv |           |

| Stade Municipal de la Ville de Differdange, Differdange Nézőszám: 1526 Játékvezető: Mohammad Usmam Aslam (norvég) |

| 2024. augusztus 1. 17:00 (20:00 KZT) |

| Ordabaszi                                                                | 4–3 (h. u.)                 | Differdange 03                                        |
| ------------------------------------------------------------------------ | --------------------------- | ----------------------------------------------------- |
| Brusco 24' (öngól) Tagybergen 55' Sadovsky 82' Tursynbay 117' (11-esből) | (1–1, 2–1, 2–1) Jegyzőkönyv | Trani 2' Monteiro 59' 120'                            |
| Büntetőpárbaj                                                            |                             |                                                       |
| Cvek Abiken Umarov Islamkhan Tursynbay Sadovsky                          | 4–3                         | Monteiro Rauch Rychelmy Gustavo Simões Bei El Idrissi |

| Kazhymukan Munaitpasov Stadion, Simkent Nézőszám: 6570 Játékvezető: Marek Radina (cseh) |

| 2024. július 25. 20:45 (18:45 WET) |

| Víkingur Reykjavík | 0–1               | Egnatia   |
| ------------------ | ----------------- | --------- |
|                    | (0–1) Jegyzőkönyv | Dramé 33' |

| Víkingsvöllur, Reykjavík Nézőszám: 711 Játékvezető: Jóhan Hendrik Ellefsen (feröeri) |

| 2024. augusztus 1. 21:00 |

| Egnatia | 0–2               | Víkingur Reykjavík                 |
| ------- | ----------------- | ---------------------------------- |
|         | (0–1) Jegyzőkönyv | Dulysse 28' (öngól) Þrándarson 48' |

| Loro Boriçi Stadion, Shkodra Nézőszám: 600 Játékvezető: Fábio Veríssimo (portugál) |

| 2024. július 23. 21:00 |

| Virtus | 0–0         | Flora |
| ------ | ----------- | ----- |
|        | Jegyzőkönyv |       |

| San Marino Stadion, Serravalle Nézőszám: 271 Játékvezető: Dragomir Draganov (bolgár) |

| 2024. július 30. 18:00 (19:00 EEST) |

| Flora                                                                  | 5–2 (h. u.)                 | Virtus                 |
| ---------------------------------------------------------------------- | --------------------------- | ---------------------- |
| Lepik 4' (11-esből) Sappinen 77' (11-esből) Alliku 92' 97' Kreida 120' | (1–0, 2–2, 4–2) Jegyzőkönyv | Benincasa 68' Mema 88' |

| Lilleküla Stadion, Tallinn Nézőszám: 1388 Játékvezető: Snir Levy (izraeli) |

| 2024. július 24. 17:00 |

| Sztruga                             | 2–1               | Pjunik                 |
| ----------------------------------- | ----------------- | ---------------------- |
| Ibraimi 8' (11-esből) Spirovski 73' | (1–1) Jegyzőkönyv | Villela 23' (11-esből) |

| SRC Biljanini Izvori, Ohrid Nézőszám: 1242 Játékvezető: Luís Teixeira (andorrai) |

| 2024. július 30. 18:00 (20:00 AMT) |

| Pjunik                        | 3–1               | Sztruga       |
| ----------------------------- | ----------------- | ------------- |
| Déblé 16' Kovalenko 45' 90+6' | (2–1) Jegyzőkönyv | Ibraimi 45+4' |

| Vazgen Sargsyan Republican Stadium, Jereván Nézőszám: 6421 Játékvezető: Sigurd Kringstad (norvég) |

| 2024. július 24. 19:00 (21:00 GET) |

| Dinamo Batumi | 0–2               | Dečić         |
| ------------- | ----------------- | ------------- |
|               | (0–0) Jegyzőkönyv | Camaj 62' 66' |

| Adjarabet Arena, Batumi Nézőszám: 10 637 Játékvezető: Sayat Karabayev (kazak) |

| 2024. július 30. 21:00 |

| Dečić | 0–0         | Dinamo Batumi |
| ----- | ----------- | ------------- |
|       | Jegyzőkönyv |               |

| Podgorica városi stadion, Podgorica Nézőszám: 1050 Játékvezető: Jason Barcelo (gibraltári) |

| 2024. július 23. 18:00 |

| Ballkani | 0–0         | Ħamrun Spartans |
| -------- | ----------- | --------------- |
|          | Jegyzőkönyv |                 |

| Zahir Pajaziti Stadion, Podujevo Nézőszám: 900 Játékvezető: Walter Altmann (osztrák) |

| 2024. július 30. 18:45 |

| Ħamrun Spartans | 0–2               | Ballkani                          |
| --------------- | ----------------- | --------------------------------- |
|                 | (0–0) Jegyzőkönyv | Hamidi 64' Karrica 76' (11-esből) |

| Tony Bezzina Stadium, Paola Nézőszám: 1183 Játékvezető: Michele Beltrano (San Marinó-i) |

## 3. selejtezőkör
A 3. selejtezőkör sorsolását 2024. július 22-én tartották.

### 3. selejtezőkör, párosítások
| 1. csapat          | Össz.Tooltip Aggregate score | 2. csapat | 1. mérk. | 2. mérk.   |
| ------------------ | ---------------------------- | --------- | -------- | ---------- |
| Víkingur Reykjavík | 3–2                          | Flora     | 1–1      | 2–1        |
| Ordabaszi          | 0–2                          | Pjunik    | 0–1      | 0–1        |
| Ballkani           | 1–1 (t. 1–4)                 | Larne     | 0–1      | 1–0 (h.u.) |
| HJK                | 2–2 (t. 4–3)                 | Dečić     | 1–0      | 1–2 (h.u.) |

### 3. selejtezőkör, mérkőzések
| 2024. augusztus 8. 20:15 (18:15 WET) |

| Víkingur Reykjavík | 1–1               | Flora                |
| ------------------ | ----------------- | -------------------- |
| Ingimundarson 40'  | (1–1) Jegyzőkönyv | Lepik 21' (11-esből) |

| Víkingsvöllur, Reykjavík Nézőszám: 1069 Játékvezető: Ashot Ghaltakhchyan (örmény) |

| 2024. augusztus 15. 18:00 (19:00 EEST) |

| Flora       | 1–2               | Víkingur Reykjavík       |
| ----------- | ----------------- | ------------------------ |
| Soomets 52' | (0–2) Jegyzőkönyv | Þrándarson 6' Hansen 36' |

| Lilleküla Stadium, Tallinn Nézőszám: 3028 Játékvezető: Michal Očenáš (szlovák) |

| 2024. augusztus 8. 17:00 (20:00 KZT) |

| Ordabaszi | 0–1               | Pjunik       |
| --------- | ----------------- | ------------ |
|           | (0–0) Jegyzőkönyv | Otubanjo 56' |

| Központi stadion, Almati Nézőszám: 7860 Játékvezető: Marek Radina (cseh) |

| 2024. augusztus 15. 18:00 (20:00 AMT) |

| Pjunik       | 1–0               | Ordabaszi |
| ------------ | ----------------- | --------- |
| Otubanjo 66' | (0–0) Jegyzőkönyv |           |

| Vazgen Sargsyan Republican Stadium, Jereván Nézőszám: 6287 Játékvezető: Miguel Nogueira (portugál) |

| 2024. augusztus 8. 17:30 |

| Ballkani | 0–1               | Larne        |
| -------- | ----------------- | ------------ |
|          | (0–0) Jegyzőkönyv | Donnelly 89' |

| Fadil Vokrri Stadion, Pristina Nézőszám: 455 Játékvezető: Jakob Sundberg (dán) |

| 2024. augusztus 15. 21:00 (20:00 BST) |

| Larne                          | 0–1 (h. u.)                 | Ballkani              |
| ------------------------------ | --------------------------- | --------------------- |
|                                | (0–1, 0–1, 0–1) Jegyzőkönyv | Hamidi 45' (11-esből) |
| Büntetőpárbaj                  |                             |                       |
| Thomson Randall Ryan Gallagher | 4–1                         | Hamidi Ajazaj Dulaj   |

| Inver Park, Larne Nézőszám: 2100 Játékvezető: Robertas Valikonis (litván) |

| 2024. augusztus 8. 19:30 (20:3 EEST) |

| HJK       | 1–0               | Dečić |
| --------- | ----------------- | ----- |
| Erwin 49' | (0–0) Jegyzőkönyv |       |

| Bolt Aréna, Helsinki Nézőszám: 4238 Játékvezető: Sandi Putros (dán) |

| 2024. augusztus 15. 21:00 |

| Dečić                                          | 2–1 (h. u.)                 | HJK                                  |
| ---------------------------------------------- | --------------------------- | ------------------------------------ |
| Puleio 26' Mašović 90+4'                       | (1–1, 2–1, 2–1) Jegyzőkönyv | Plange 43'                           |
| Büntetőpárbaj                                  |                             |                                      |
| Božović Chagas Stijepović Mašović Camaj Drešaj | 3–4                         | Lingman Erwin Meriluoto Tomas Möller |

| Podgorica városi stadion, Podgorica Nézőszám: 1017 Játékvezető: Adam Ladebäck (svéd) |

## Rájátszás
A rájátszás sorsolását 2024. augusztus 5-én tartották.

### Rájátszás, kiemelés
A rájátszásban 10 csapat vett részt. A kiemelés a klubok 2024-es együtthatói alapján történt. Az elsőként kisorsolt csapat volt az első mérkőzés pályaválasztója.
- T: A 3. selejtezőkörből továbbjutott csapat, a sorsoláskor nem volt ismert. A dőlt betűvel írtak a 3. selejtezőkörben egy magasabb együtthatóval rendelkező csapat ellen győztek, az ellenfél együtthatójával szerepeltek a sorsoláson.
- EL: Az EL 3. selejtezőkörének bajnoki ágáról kiesett csapat, a sorsoláskor nem volt ismert. A dőlt betűvel írtak az EL 3. selejtezőkörében egy alacsonyabb együtthatóval rendelkező csapat ellen vesztettek, az ellenfél együtthatójával szerepeltek a sorsoláson.

| Kiemelt                                                                           | Nem kiemelt                                                                            |
| --------------------------------------------------------------------------------- | -------------------------------------------------------------------------------------- |
| - HJK (T) - Víkingur Reykjavík (T) - Pjunik (T) - The New Saints (EL) - Larne (T) | - KÍ (EL) - Celje (EL) - Lincoln Red Imps (EL) - Panevėžys (EL) - UE Santa Coloma (EL) |

### Rájátszás, párosítások
Az első mérkőzéseket augusztus 22-én, a második mérkőzéseket augusztus 29-én játszották. A párosítások győztesei az alapszakaszba kerültek, a vesztesek kiestek.
| 1. csapat          | Össz.Tooltip Aggregate score | 2. csapat       | 1. mérk. | 2. mérk. |
| ------------------ | ---------------------------- | --------------- | -------- | -------- |
| Lincoln Red Imps   | 3–4                          | Larne           | 2–1      | 1–3      |
| Pjunik             | 2–4                          | Celje           | 1–0      | 1–4      |
| Víkingur Reykjavík | 5–0                          | UE Santa Coloma | 5–0      | 0–0      |
| Panevėžys          | 0–3                          | The New Saints  | 0–3      | 0–0      |
| KÍ                 | 3–4                          | HJK             | 2–2      | 1–2      |

### Rájátszás, mérkőzések
| 2024. augusztus 22. 20:00 |

| Lincoln Red Imps     | 2–1               | Larne     |
| -------------------- | ----------------- | --------- |
| Gómez 23' Oliver 42' | (2–1) Jegyzőkönyv | Lusty 16' |

| Algarve Stadion, Faro, Portugália Nézőszám: 220 Játékvezető: Ishmael Barbara (máltai) |

| 2024. augusztus 29. 21:00 (20:00 BST) |

| Larne                                  | 3–1               | Lincoln Red Imps |
| -------------------------------------- | ----------------- | ---------------- |
| Ryan 30' (11-esből) 43' (11-esből) 83' | (2–1) Jegyzőkönyv | Lopes 20'        |

| Inver Park, Larne Nézőszám: 2462 Játékvezető: Lukas Fähndrich (svájci) |

| 2024. augusztus 22. 18:00 (20:00 AMT) |

| Pjunik     | 1–0               | Celje |
| ---------- | ----------------- | ----- |
| Buhari 59' | (0–0) Jegyzőkönyv |       |

| Vazgen Sargsyan Republican Stadium, Jereván Nézőszám: 7768 Játékvezető: Luka Bilbija (bosznia-hercegovinai) |

| 2024. augusztus 29. 20:15 |

| Celje                                              | 4–1               | Pjunik                |
| -------------------------------------------------- | ----------------- | --------------------- |
| Nemanič 22' Bobičanec 42' (11-esből) Kučys 73' 85' | (2–0) Jegyzőkönyv | Cociuc 63' (11-esből) |

| Stadion Z'dežele, Celje Nézőszám: 2837 Játékvezető: Christian-Petru Ciochirca (osztrák) |

| 2024. augusztus 22. 20:00 (18:00 WET) |

| Víkingur Reykjavík                                              | 5–0               | UE Santa Coloma |
| --------------------------------------------------------------- | ----------------- | --------------- |
| Hansen 29' 90+5' Ingimundarson 53' (11-esből) 77' Vatnhamar 67' | (1–0) Jegyzőkönyv |                 |

| Víkingsvöllur, Reykjavík Nézőszám: 1070 Játékvezető: Ante Čulina (horvát) |

| 2024. augusztus 29. 20:00 |

| UE Santa Coloma | 0–0         | Víkingur Reykjavík |
| --------------- | ----------- | ------------------ |
|                 | Jegyzőkönyv |                    |

| Estadi Nacional, Andorra la Vella Nézőszám: 268 Játékvezető: Atilla Karaoglan (török) |

| 2024. augusztus 22. 18:30 (19:30 EEST) |

| Panevėžys | 0–3               | The New Saints                         |
| --------- | ----------------- | -------------------------------------- |
|           | (0–0) Jegyzőkönyv | Davies 52' D. Williams 64' Clark 90+1' |

| LFF Stadium, Vilnius Nézőszám: 1035 Játékvezető: Eldorjan Hamiti (albán) |

| 2024. augusztus 29. 19:30 (18:30 BST) |

| The New Saints | 0–0         | Panevėžys |
| -------------- | ----------- | --------- |
|                | Jegyzőkönyv |           |

| Park Hall, Oswestry Nézőszám: 1097 Játékvezető: Jakob Sundberg (dán) |

| 2024. augusztus 22. 20:45 (19:45 WEST) |

| KÍ                                       | 2–2               | HJK             |
| ---------------------------------------- | ----------------- | --------------- |
| Frederiksberg 55' (11-esből) Hansson 63' | (0–1) Jegyzőkönyv | Erwin 15' 90+3' |

| Tórsvøllur Stadion, Tórshavn Nézőszám: 1073 Játékvezető: Lawrence Visser (belga) |

| 2024. augusztus 29. 18:00 |

| HJK                   | 2–1               | KÍ                |
| --------------------- | ----------------- | ----------------- |
| Tomas 90' Erwin 90+3' | (0–0) Jegyzőkönyv | Frederiksberg 57' |

| Bolt Aréna, Helsinki Nézőszám: 6665 Játékvezető: David Fuxman (izraeli) |